# ريسديبلام
ريسديبلام، الذي يُباع تحت الاسم التجاري إفريستي( Evrysdi)، هو دواء يستخدم لعلاج ضمور العضلات الشوكي (SMA).  يعطى حتى للأطفال الرضع ذوي الشهرين على الأقل المصابين بالنوع 1 أو 2 و 3 من المرض.   و يؤخذ عن طريق الفم. 
و تشمل الآثار الجانبية الشائعة له: الحمى والاسهال و الطفح الجلدي و الالتهاب الرئوي و القيء.  أما استخدامه أثناء الحمل فقد يضر الجنين.  إنه يعمل على الحفاظ على معدل ربط الحمض النووي الريبي (RNA) الموجه للخلايا العصبية الحركية 2 . 
ووفق على ريسديبلام للاستخدام الطبي في الولايات المتحدة في عام 2020 و أوروبا في عام 2021.   في الولايات المتحدة تبلغ تكلفة 60 ملغ حوالي 11,700 دولار أمريكي اعتبارًا من عام 2021.  في المملكة المتحدة، يكلف هذا المبلغ هيئة الخدمات الصحية الوطنية حوالي 7900 جنيه إسترليني. 